# 驷弘
驷弘（？—？），姬姓，驷氏，名弘，字子般，是驷歂的儿子，郑国的卿。

## 生平
前488年，宋国围攻曹国，国参（郑桓子思）说：“宋人有曹，郑之患也。不可以不救。”冬季，驷弘率领郑军救援曹国，攻打宋国。不过，次年宋国还是灭掉了曹国。前468年，晋国荀瑶帅师伐郑，军至桐丘，向齐国求救。前463年，荀瑶帅师围郑，驷弘认为“知伯愎而好胜，早向他示弱，则可行也。”率军据保南里以待。知伯入南里，包围桔槔之门。因为攻城门知伯与赵襄子发生争执，成为十年后三家灭智的伏笔。